# Francesco Ghetaldi-Gondola
Francesco Ghetaldi-Gondola (in serbo Франо Геталдић-Гундулић / Frano Getaldić-Gundulić) (Ragusa, 8 agosto 1833 – Ragusa, 3 luglio 1899) è stato un politico dalmata.

## Vita
Nato da una delle più antiche, ricche e potenti famiglie ragusee, che avevano dato alla città personaggi di prima grandezza, fu il primo figlio del barone Sigismondo Ghetaldi-Gondola (il titolo nobiliare fu assegnato alla famiglia dal governo austroungarico nel 1845) e di Malvina Orsola Bosdari.
Dopo aver partecipato alla guerra franco-prussiana del 1870/71 entrò in politica nelle file del Partito Autonomista filoitaliano e a seguito di un'alleanza fra la fazione serba e quella italiana di Ragusa in funzione anticroata, nel 1889 riuscì a farsi eleggere al parlamento di Vienna e l'anno successivo divenne podestà di Ragusa - carica già ricoperta dal padre - venendo riconfermato nel 1894.
Nel 1893, Francesco Ghetaldi-Gondola inaugurò il monumento a Giovanni Gondola/Ivan Gundulić, suo avo, nella vecchia Piazza delle Erbe, rinominata Piazza Gondola (o Gundulić). In tale occasione in città esplosero le polemiche fra i serbi ed i croati: ognuna delle due parti voleva annettere Giovanni Gondola alla propria nazione: era in corso quel lungo periodo di nazionalizzazione delle storie regionali o locali che - in contrasto col parallelo e contemporaneo filone jugoslavista, che predicava l'unione degli Slavi del Sud - intendeva eliminare la pluralità etnico/storica da quelle zone dei Balcani, in funzione della nascita di uno stato nazionale il più possibile monoetnico.
Non sposato, il barone Francesco Ghetaldi-Gondola si suicidò nel 1899 per motivi di persecuzione politica da parte dei membri del Partito Nazionale Croato, a seguito di una vicenda mai chiarita nella quale questi ultimi vennero accusati di aver sottratto dalle casse della tesoreria comunale la somma di 10.000 fiorini. Il suo corpo venne seppellito nella tomba di famiglia di San Michele a Lapiduzzo (Lapad), una frazione della località di Gravosa.

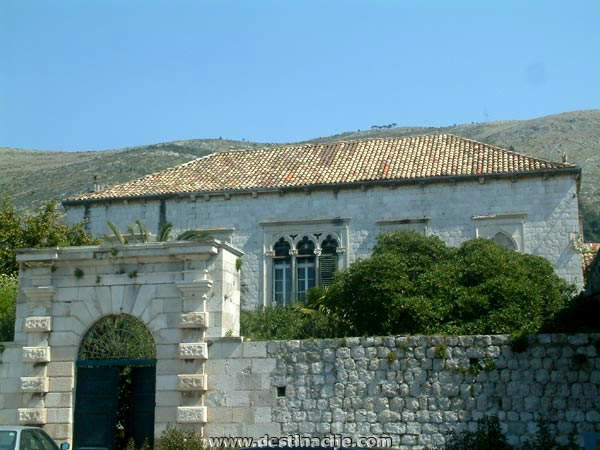
Il palazzo Ghetaldi-Gondola a Lapiduzzo